# بيوضية ولودية
البيوضية الولودية أو السَّرْلُود أو شبه الولود (بالإنجليزية: Ovoviviparity)‏، هو نظام تكاثر في الحيوانات حيث يتم احتضان وتفقيس البيض في بطن الأم، ولكن دون تغذيتها من طرف الأم. وهي إستراتيجية أقل تقدماً من الولادة. يُشبه هذا النمط تقريباً نمط البيوضية ولكنه يختلف في أن الأم لا تغذي صغارها ولا يوجد اتصال ما بين المشيمة والأم. يستخدم الكثير من أنواع البرمائيات والحشرات هذا النمط.